# Syslog
Syslog – program, jedno z najważniejszych narzędzi systemowych w systemach operacyjnych uniksowych i uniksopodobnych. 
Umożliwia rejestrowanie zdarzeń zachodzących w systemie przy pomocy scentralizowanego mechanizmu. Pozwala na rejestrowanie informacji pochodzących ze źródeł: zgłoszeń przekazywanych przez bibliotekę systemową oraz informacji pochodzących od jądra systemu. Program ten działający w tle dokonuje sortowania wpisów i decyduje, co zrobić z informacją, stosując dwa kryteria przy podjęciu decyzji: priorytet i źródło komunikatu.
Konfiguracja programu odbywa się za pomocą pliku syslog.conf.
Rozwinięciem standardowego programu syslog jest między innymi syslog-ng (ang. Syslog New Generation), który posiada wszystkie cechy standardowego Sysloga.
Dodatkową możliwością jest nasłuchiwanie na określonym porcie (z reguły 514) przy pomocy protokołu TCP lub UDP w celu importowania zdarzeń.
Syslog-ng również potrafi te zdarzenia eksportować, co w kombinacji umożliwia stworzenie zwartej infrastruktury logującej.